# Либертия метельчатая
Либе́ртия мете́льчатая (лат. Libertia paniculata) — вид цветковых растений рода Либертия (лат. Libertia) семейства Ирисовые, или Касатиковые (лат. Iridaceae). Эндемик Австралии, где произрастает в Квинсленде, Новом Южном Уэльсе и Виктории.

## Синонимика
- Nematostigma paniculatum (R.Br.) A.Dietr.
- Renealmia paniculata R.Br.
- Sisyrinchium paniculatum R.Br.
- Sisyrinchium paniculatum (R.Br.) R.Br. ex F.Muell.
- Tekel paniculata (R.Br.) Kuntze[1]